# جزر حنيش
جزر حنيش هي مجموعة من الجزر تقع في البحر الأحمر. معظمهم يتبع الجمهورية اليمنية ومنها حنيش الكبرى.
قبل 1998-1999 كانت تطالب أريتريا بجزيرة حنيش الكبرى. بعد محاكمة طويلة مع اليمن في محكمة دولية تم منح الملكية الكاملة لليمن على أكبر الجزر في حين حصلت أريتريا على الجزر المحيطية إلى الجنوب الغربي من الجزيرة الكبيرة.
في الحرب الأهلية اليمنية، كان الأرخبيل مسرحًا لقتال عنيف بين القوات الموالية للرئيس السابق علي عبد الله صالح والمتمردين الحوثيين من جهة والقوات الموالية للرئيس بالوكالة عبد ربه منصور هادي، بدعم من قوات التحالف العربي، من جهة أخرى.

## الموقع
تقع جزر أرخبيل حنيش جنوب البحر الأحمر في المياه الإقليمية للجمهورية اليمنية وتحديداً غرب شواطئ ساحل مدينة الخوخة الشهيرة سياحياً، وتبعد عن الساحل اليمني بمسافة تتراوح بين 18-28 ميلاً بحرياً، ومدينة الخوخة تقع على بعد 130 كم جنوب مدينة الحديدة، وعلى بعد 40 كم شمال مدينة المخا 
واسم حنيش تعني إنها صغير الحنش، يقال مأخوذة من لهجة الساحل اليمني التي تعني الثعبان عندهم.
وتضم جزر أرخبيل حنيش عدة جزر، من أشهرها:
- جزيرة حنيش الكبرى.
- جزيرة حنيش الصغرى.
- جزيرة زقر.
- جزر أخرى صغيرة.[7]

## جزيرة حنيش الكبرى
تقع جنوب جزيرة حنيش الصغرى وتبعد عنها بمسافة (3.5) ميلاً بحرياً على خط عرض 13.44ْ درجة شمال خط الاستواء وخط طول 42.54ْ درجة شرق خط جرينتش، وتبعد عن الخوخة بحوالي (26) ميلاً بحرياً غرباً، كما تبعد الجزيرة عن الساحل اليمني بحوالي (26) ميلاً بحرياً، وتبلغ مساحتها (65) كم2 وتتكون الجزيرة من مرتفعات جبلية صخرية في معظم المساحة، وتقع بعض المنخفضات في عدة أماكن من الجزيرة وأعلى مرتفع في الجزيرة يصل إلى حوالي (430) متراً، وفيها محطة كبيرة لتحلية المياه ومولدات كهربائية كما يوجد فيها فنار ملاحي في الطرف الشمالي للجزيرة

## جزيرة حنيش الصغرى
وهي عبارة عن جزيرة بركانية صخرية، وتتواجد بها العديد من السلاسل الجبلية على طول الجريرة، كما يتواجد في وسط الجزيرة جبل شديد التضاريس والوعورة، يبلغ ارتفاعه 415 متر فوق مستوى سطح البحر، وتوجد عليها العديد من التلال التي تقطعها أودية عميقة تنحدر نحو البحر، ويغطي سواحلها ترسبات شاطئية، وغرين وطين ورواسب نهرية وديانيه، وجزء كبير من الجزيرة تغطيه رواسب المتكونة من الرماد البركاني ومتعاقبة مع تدفقات لافا Basalt tuff الصخور المسامية البازلتية Basalt lava flows البازلت
وتقع جنوب جزيرة زقر على بعد (10) أميال بحرية شمال شرق جزيرة حنيش الكبرى، وتبلغ مساحتها حوالي (9) كم2، وتبعد عنها مسافة (2) ميلاً بحرياً، وتبعد عن الخوخة بمسافة (26) ميلاً بحرياً شمال غرب، وعن الساحل اليمني مسافة (20.5) ميلاً بحرياً.
ويتواجد الصيادون اليمنيون في جزر أرخبيل حنيش الذين يأتون من الساحل اليمني القريب ويقطنون هذه الجزر لعدة أشهر في فصل الصيف، كما يحتمون بجوارها من الرياح الموسمية في فصل الشتاء.
هذه الجزيرة تتشابه في تركيبها الجيولوجي مع جزيرة حنيش الكبرى ومن الجزر التي تحيط بها هي جزيرة المنخفضة والتي تقع شرق هذه الجزيرة .

## جزيرة جبل زقر
تقع جنوب غرب جزيرة أبو علي وتبعد عنها مسافة (2.5) ميلاً بحرياً، عند خط عرض 1400ْ درجة شمال خط الاستواء وخط طول 45.42ْ درجة شرق جرينتش، وتبعد عن الساحل اليمني مسافة (33) كم، وتبلغ مساحتها حوالي (120) كم2.

## جزيرة سيول حنيش
تقع جنوب جزيرة حنيش الكبرى وتبعد عنها مسافة (2.7) ميلاً بحرياً، وتبعد عن الساحل اليمني مسافة (30) ميلاً بحرياً، وتبلغ مساحتها حوالي (3) كم2.
كما يضم أرخبيل حنيش جزراً أخرى مثل:
(جزيرة هايكوك) التبن (الصخر، المستديرة، هايكوك) التبن (الجنوبية الغربية، هايكوك) التبن (الوسطى، هايكوك) التبن (الشمالية الغربية، القمتين، المستديرة، الشمال المستديرة، كوين) الركنية (مشيجرة، الدراعيل، المنخفضة، اللسان، الغربية، القرش، جزيرة أبو علي، المرتفعة العادية).
طبيعة شواطئ جزر أرخبيل حنيش: شواطئ سياحية جميلة تكسوها الرمال البيضاء الناعمة، وتُعد من أجمل الشواطئ اليمنية.

## المناخ في جزر أرخبيل حنيش
يكاد يكون مناخ البحر الأحمر متشابهاً طيلة العام غير أنه في منتصف أكتوبر وحتى إبريل يبرد نسبياً.
- الإشعاع الشمسي المستمر: تزيد كثافته على 500 وات/م معظم أيام السنة.
- درجة الحرارة: ترتفع درجة حرارة سطح مياه البحر الأحمر كلما اتجهنا جنوباً حيث تصل ما بين (30ْ-38ْ) في فصل الصيف أما في الأعماق فإن درجة الحرارة تتراوح ما بين (56ْ-61ْ) درجة مئوية.
- الرطوبة النسبية: تصل إلى (60%).
- متوسط الأمطار: تعتبر الأمطار بصفة عامة قليلة تصل إلى (100-200)مم فقط على مدار العام.
- شدة الرياح وسرعتها: تسود منطقة البحر الأحمر رياح جنوبية غربية وفي يناير* إبريل فيأتي الموسم الشمالي الشرقي فتهب الرياح في اتجاه الجنوب الغربي، وفي مايو* سبتمبر الموسم الجنوبي الغربي فتهب الرياح الشمالية الشرقية في اتجاه تيارات المياه[2]

## طرق الوصول إلى جزر أرخبيل حنيش
يتأمن الوصول إلى جزر أرخبيل حنيش عبر الطرق البحرية، حيث تتصل بكل المراسي في الشواطئ الساحلية بجزر أرخبيل حنيش مدينة الخوخة، وقرية قطابا وقرية موشج والمناطق المجاورة، كما يتأمن الوصول إلى جزر أرخبيل حنيش عن طريق الموانئ البحرية اليمنية التالية:
- ميناء المخا: الذي يقع على بعد (40) كم جنوب ساحل مدينة الخوخة.
- ميناء الحديدة: الذي يقع على بعد (130) كم شمال ساحل مدينة الخوخة.
- ميناء عدن: الذي يقع على بعد (340) كم جنوب شرق ساحل مدينة الخوخة

كما توجد أربعة مطارات دولية تخدم الوصول إلى جزر أرخبيل حنيش وهي:
- مطار الحديدة الدولي: الذي يقع على بعد (130) كم شمال ساحل مدينة الخوخة.
- مطار تعز الدولي: الذي يقع على بعد (180) كم جنوب شرق ساحل مدينة الخوخة.
- مطار عدن الدولي: الذي يقع على بعد (340) كم جنوب شرق ساحل مدينة الخوخة.
- مطار صنعاء الدولي: الذي يقع على بعد (384) كم شمال ساحل مدينة الخوخة.

كما يتم ربط الساحل اليمني بطريق استراتيجي جديد (جاري تنفيذه) هو الطريق الساحلي الدولي الذي يربط الشريط الساحلي اليمني بالدولتين الشقيقتين الجارتين المملكة العربية السعودية عبر ميدي بمحافظة حجة، وسلطنة عمان عبر مدينة حوف بمحافظة المهرة

## الإمكانيات السياحية لجزر أرخبيل حنيش
تعتبر جزر أرخبيل حنيش من أجمل المناطق البحرية للغوص ومؤهلة لاجتذاب السياح لجمال الطبيعية البحرية تحت سطح البحر، وجمال الشعاب المرجانية الموجودة، ولوفرة وتنوع الأسماك فيها، وبما فيها أسماك الزينة، بما يرشحها مستقبلاً لتصبح من المناطق المرغوبة للسياحة، وهذا باعتراف الكثير من السياح هواة الغوص الذين بدأوا بالتوافد إلى جزر أرخبيل حنيش بشكل أفواج متلاحقة وهم من جنسيات أوروبية مختلفة

### الإمكانات الطبيعية لجزر أرخبيل حنيش
تتوفر المقومات الطبيعية لجزر أرخبيل حنيش في المرتفعات الجبلية والشواطئ الرملية الناعمة والأحياء المائية كأسماك الزينة والشعاب المرجانية والتي تتواجد على أعماق تتراوح ما بين (38-140) قدم، وكلها مميزات سياحية مهمة تسمح بتنوع المنتج السياحي ما بين سياحة ترفيهية والمتمثلة في سياحة الشواطئ الرملية والسياحة الجبلية وكذا سياحة الغوص وخاصة الشعاب المرجانية وأسماك الزينة، علاوةً على توفر العناصر والخصائص الطبيعية والبيئية.

### فرص الاستثمار السياحي في جزر أرخبيل حنيش
تتنوع بين:
- إقامة المنتجعات السياحية الشاطئية.
- إنشاء مشروعات الخدمات السياحية والتي منها مراكز الغوص وإنشاء مراكز سياحة السفاري الجبلية.

### حوافز الاستثمار
تتمتع المشروعات السياحية التي لا يقل تصنيفها عن مستوى ثلاثة نجوم بمجموعة من الحوافز والإعفاءات والتسهيلات منها:
- يحق للمستثمر تحويل أمواله أو صافي الأرباح الناتجة عن استثماراته أو أي عوائد مستحقة عنها إلى الخارج بأي عملة قابلة للتحويل.
- تعفى الموجودات الثابتة المستوردة لإقامة أو توسيع أو تطوير المشروع عن كافة الرسوم الضريبية والجمركية أياً كان نوعها.
- تعفى المشروعات من ضرائب الأرباح لمدة سبع سنوات، كما تعفى توسيعات المشاريع أو تطويرها من ضرائب الأرباح لمدة سبع سنوات أولى، ويمكن أن تزداد مدة الإعفاء لسنتين إضافيتين[2]